# Radetina
Radetina (cyr. Радетина) – wieś w Czarnogórze, w gminie Rožaje. W 2011 roku liczyła 404 mieszkańców.